# Africa/Brass
Africa/Brass é um álbum de estúdio do músico de jazz John Coltrane. Foi lançado em 1961 pela Impulse! Records.
| Críticas profissionais                                                      | Críticas profissionais |
| Avaliações da crítica                                                       | Avaliações da crítica  |
| Fonte                                                                       | Avaliação              |
| --------------------------------------------------------------------------- | ---------------------- |
| Allmusic                                                                    | [ 1 ]                  |
| Jazz Shelf                                                                  | (sem nota)             |
| Esta tabela precisa de ser acompanhada por texto em prosa. Consulte o guia. |                        |

## Faixas
1. "Africa" (Coltrane) 16:31
2. "Greensleeves" (tradicional) 9:39
3. "Blues Minor" (Coltrane) 7:19

### Africa/Brass Sessions, Volume 2
1. "Africa" (alternate take) (Coltrane) 16:08
2. "Greensleeves" (alternate take) (trad.) 10:53
3. "Song of the Underground Railroad" (trad.) 6:44

### The Complete Africa/Brass Sessions
Disco 1
1. "Greensleeves" (trad.) 9:57
2. "Song of the Underground Railroad" (trad.) 6:44
3. "Greensleeves" (alternate take) (trad.) 10:53
4. "The Damned Don't Cry" (Cal Massey) 7:34
5. "Africa" (first version) (Coltrane) 14:08

Disco 2
1. "Blues Minor" (Coltrane) 7:20
2. "Africa" (alternate take) (Coltrane) 16:08
3. "Africa" (Coltrane) 16:29

## Músicos
- John Coltrane — sax soprano
- Booker Little — trompete
- Freddie Hubbard — trompete
- Britt Woodman — trombone
- Carl Bowman — eufônio
- Julian Priester — eufônio
- Charles Greenlee — eufônio
- Julius Watkins — trompa
- Donald Corrado — trompa
- Bob Northern — trompa
- Robert Swisshelm — trompa
- Jim Buffington — trompa
- Bill Barber — tuba
- Eric Dolphy — saxofone alto, clarinete, flauta, arranjador
- Pat Patrick — saxofone barítono
- Garvin Bushell — saxofone barítono
- McCoy Tyner — piano, arranjador
- Reggie Workman — baixo
- Art Davis — bass
- Elvin Jones — bateria